# 가루타

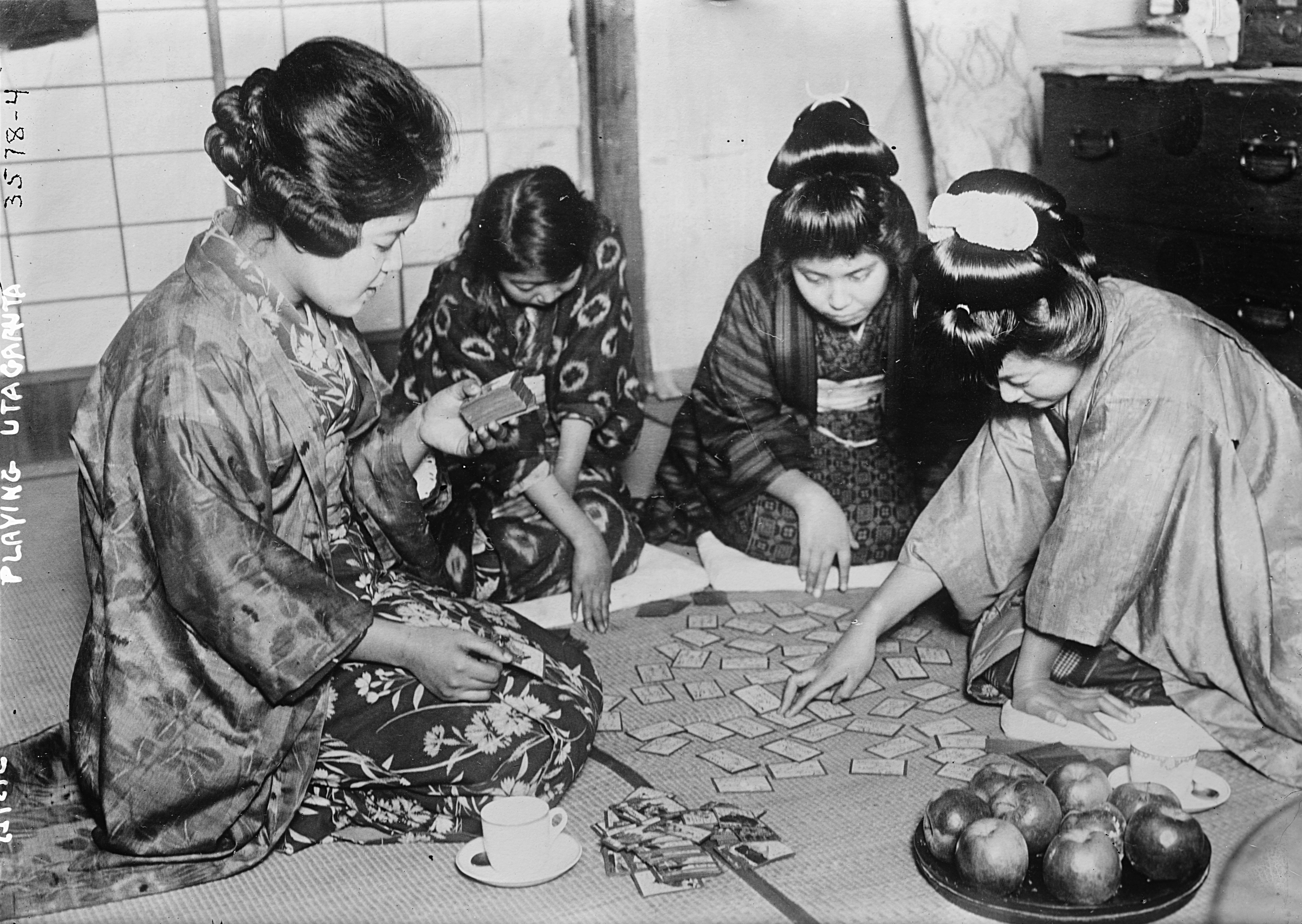
1900년경 가루타를 즐기는 여성들의 모습

가루타(일본어: かるた)는 일본의 플레잉 카드 게임으로, 주로 정월에 실내에서 한다. 일본에서 플레잉 카드는 16세기 중반 포르투갈 상인을 통해 전래되었으며, 가루타라는 이름 또한 포르투갈어로 카드를 뜻하는 카르타(포르투갈어: carta)에서 유래하였다. 도입 초기의 가루타 패는 트릭테이킹 게임에 쓰였다. 최초의 토착 가루타는 16세기 말경 지쿠고국의 미이케군에서 발명되었다. 후쿠오카현 오무타시에 위치한 미이케 가루타 역사 자료관은 일본에서 가루타의 역사만을 전문적으로 다루는 유일한 시립 박물관이다.
가루타 패는 포르투갈 카드에서 유래한 것과 에아와세에서 유래한 것의 두 종류로 나뉜다. 에아와세는 본래 조개껍질을 패로 쓰던 카이아와세가 17세기 초에 카드 형식으로 바뀐 것이다. 모든 에아와세 가루타 게임의 기본 개념은 여러 장의 카드 중에서 필요한 카드를 빠르게 찾아내어 상대방보다 먼저 그 카드를 가져오는 것이다. 일본의 소학교와 중학교 학생들이 수업 시간에 교육용 활동으로 즐기는 게임이다.

## 포르투갈 유래 가루타

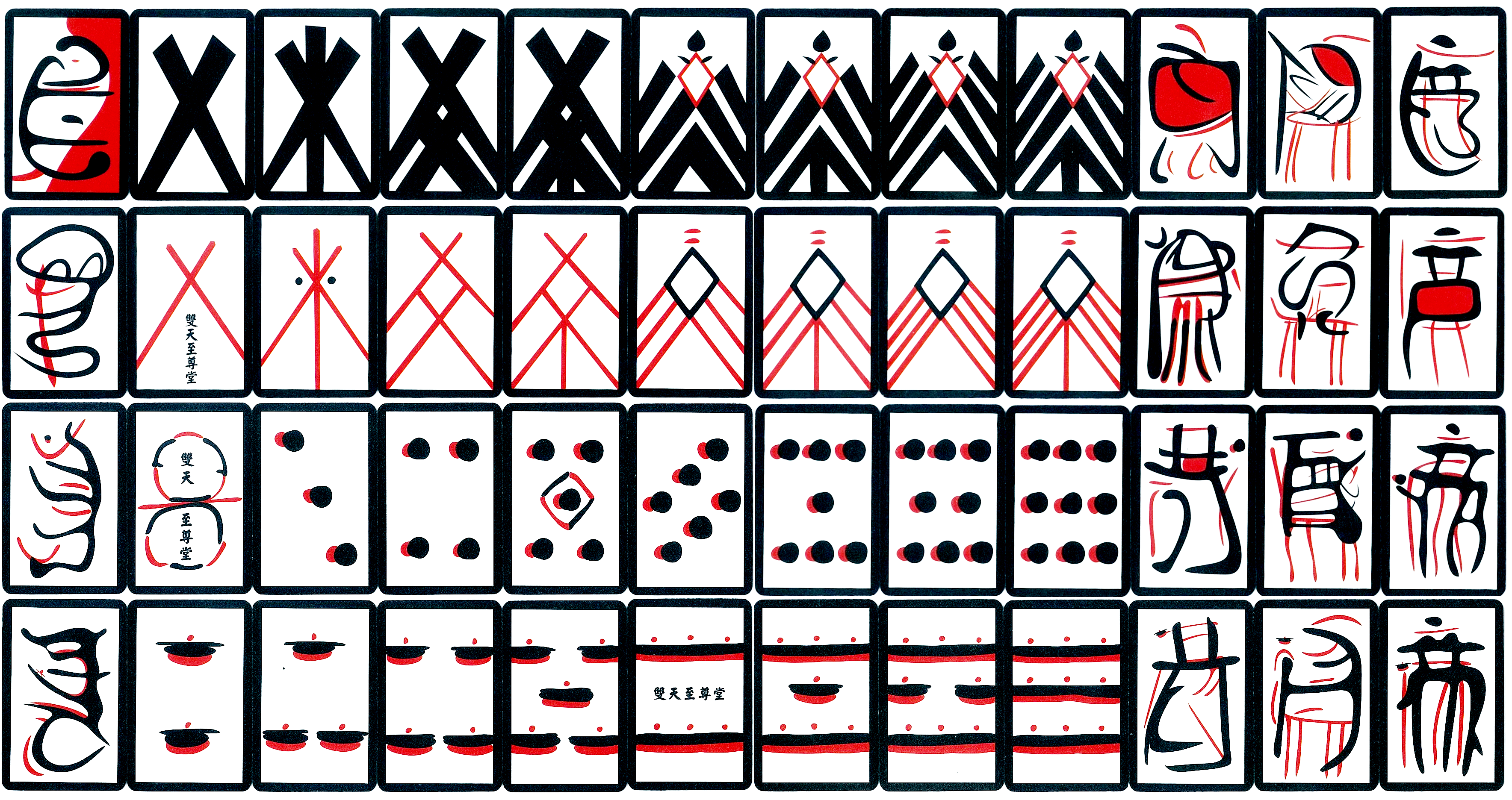
고마쓰후다 세트

### 고마쓰후다
일본 최초의 고유 카드는 덴쇼 연간(1573년~92년)의 이름을 딴 덴쇼 가루타였다. 당시 포르투갈식 카드와 마찬가지로 10이 없는 48장의 카드로 구성되었다. 잔, 동전, 클럽, 검의 4가지 라틴 문양과 여성 잭, 기사, 왕이라는 세 가지 인물 카드를 유지했다. 1633년 도쿠가와 막부가 이 카드들을 금지하면서 일본의 제조업자들은 카드를 완전히 새롭게 디자인해야 했다. 일본의 쇄국 정책인 사코쿠의 결과로 가루타는 세계의 다른 카드들과는 독자적으로 발전하게 되었다. 포르투갈에서 유래한 카드의 금지를 피하기 위해 제작자들은 카드를 메쿠리 가루타(めくりかるた, '넘기는 카드')라고 하는 매우 추상적인 디자인으로 바꾸었다. 20세기 중반까지 후쿠이현 야후네에서 포치와 비슷한 게임인 카쿠리를 하는 데 사용되는고마쓰후다(小松札, '작은 소나무 카드')를 제외한 모든 메쿠리 가루타는 자취를 감추었다.

### 운순 가루타

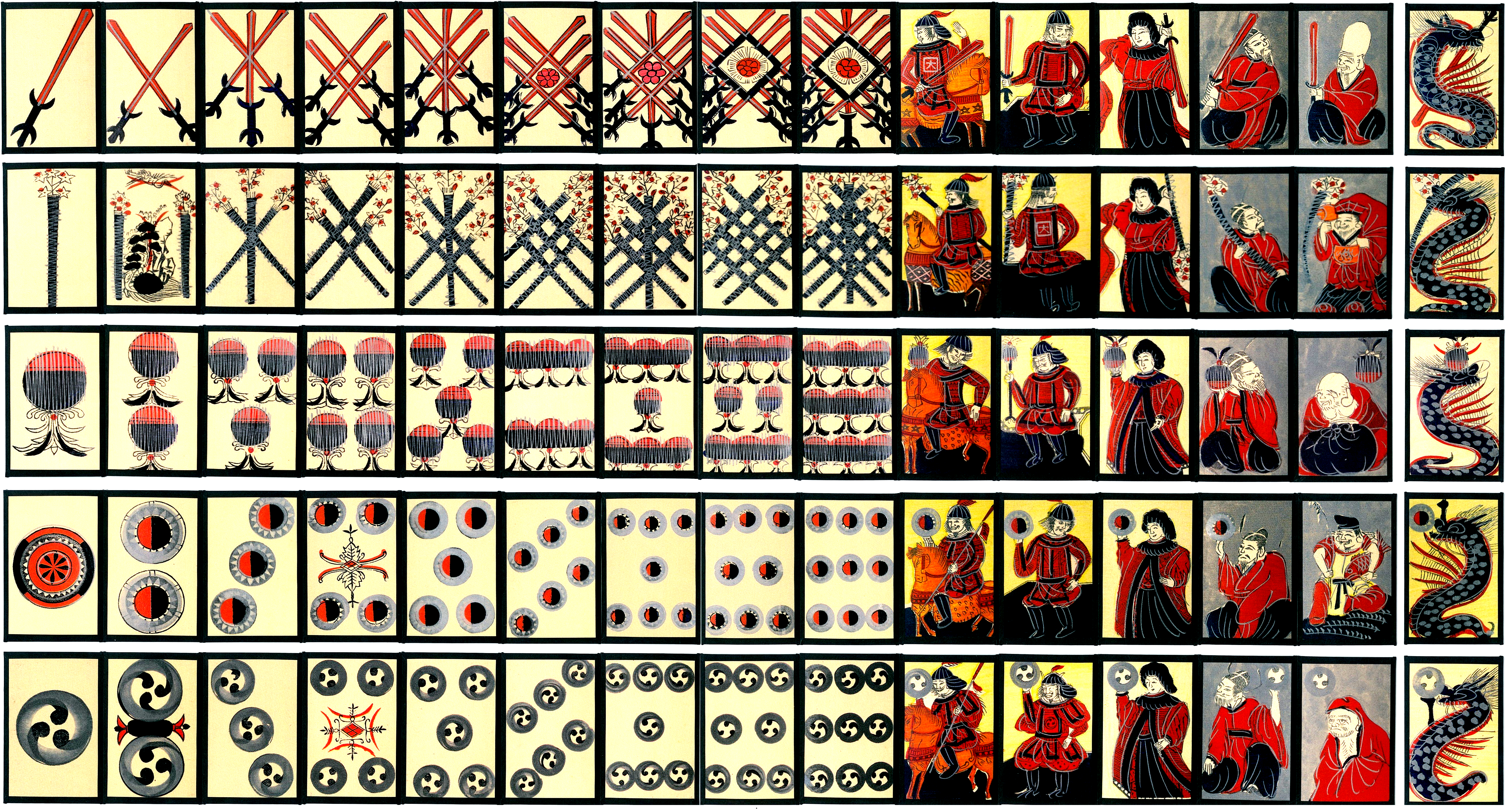
운순 가루타 세트

운순 가루타(うんすんカルタ)는 17세기 후반에 개발되었다. 각각 15개의 등급을 가진 5개의 문양으로 총 75장으로 구성되어 있다. 등급 중 여섯 개는 여성 잭, 기사, 왕, '운'(うん), '순'(すん), 용이라는 인물 카드였다. 포르투갈 카드는 에이스에 용을 그려 넣었는데, 운순 가루타는 에이스와 용을 별개의 카드로 만들었다. 옴브레와 마찬가지로 트럼프 문양인지 아닌지에 따라 궁정 카드의 순서가 바뀐다. 새로운 구루 문양은 미쓰도모에라는 소용돌이 무늬를 숫자로 사용했다. 운순 가루타는 구마모토현 히토요시에서 여전히 하치닌메리라는 게임을 하는 데 사용되는데, 이는 옴브레의 친척격인 구리티파우에서 유래한 게임이다. 이 게임은 세 개의 라운드 문양에서 숫자 카드의 순위가 역전되는 것과 같은 매우 고풍스러운 특징들을 보존하고 있다. 순위 역전은 마디아오, 칸후, 토톰, 간지파, 타로, 옴브레, 마우 등에서 발견되는 특징으로, 최초의 카드 게임에서 유래했을 것으로 여겨진다.

### 가부후다

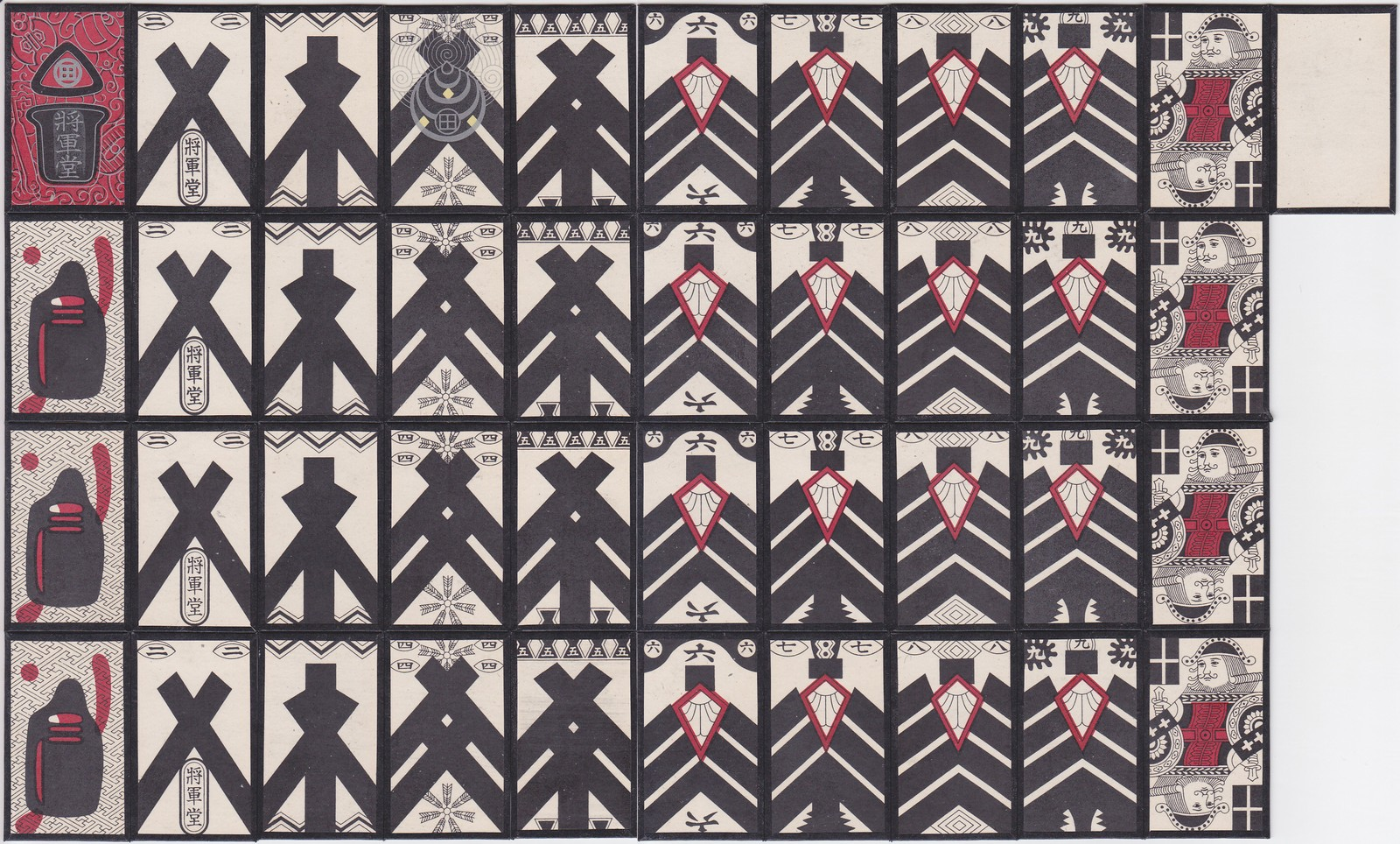
가부후다 세트

가부후다(株札)는 메쿠리 가루타의 또 다른 파생형이지만 모든 문양이 동일하게 만들어졌다. 오이초카부와 같은 도박 게임에 사용된다. 1부터 10까지의 숫자를 나타내는 디자인으로 40장의 카드로 구성되어 있다. 각 숫자당 4장씩 있으며 10(잭)만이 유일한 인물 카드이다.

### 하리후다와 히키후다
데혼비키(手本引)라는 도박 게임은 하리후다(張札) 또는 히키후다(引札, '뽑는 카드')로 할 수 있다. 하리후다는 양식화된 한자로 1부터 6까지의 숫자가 적힌 카드가 각각 7장씩 있어 총 42장으로 구성되어 있다. 48장으로 구성된 히키후다 또는 마메후다(豆札, '콩 카드')는 메쿠리 가루타의 동전 문양과 비슷한 1부터 6까지의 동전이 그려진 카드가 8장씩 있다. 데혼비키에서 플레이어는 딜러가 1부터 6까지의 숫자 중 어떤 것을 선택했는지 맞춰야 한다. 일부 세트에는 베팅을 늘리거나 위험을 회피하기 위한 표시 카드가 포함되어 있을 수 있다.

### 하나후다
하나후다(花札, '꽃 카드', 하나 가루타라고도 함)는 19세기 초에 유래한 48장의 꽃 무늬 카드이다. 12장씩 4개의 문양으로 나누는 대신, 하나후다는 4장씩 12개의 문양(월)으로 나뉜다. 하나후다 게임은 대부분 피싱 게임이다.

## 에아와세 가루타

### 우타 가루타

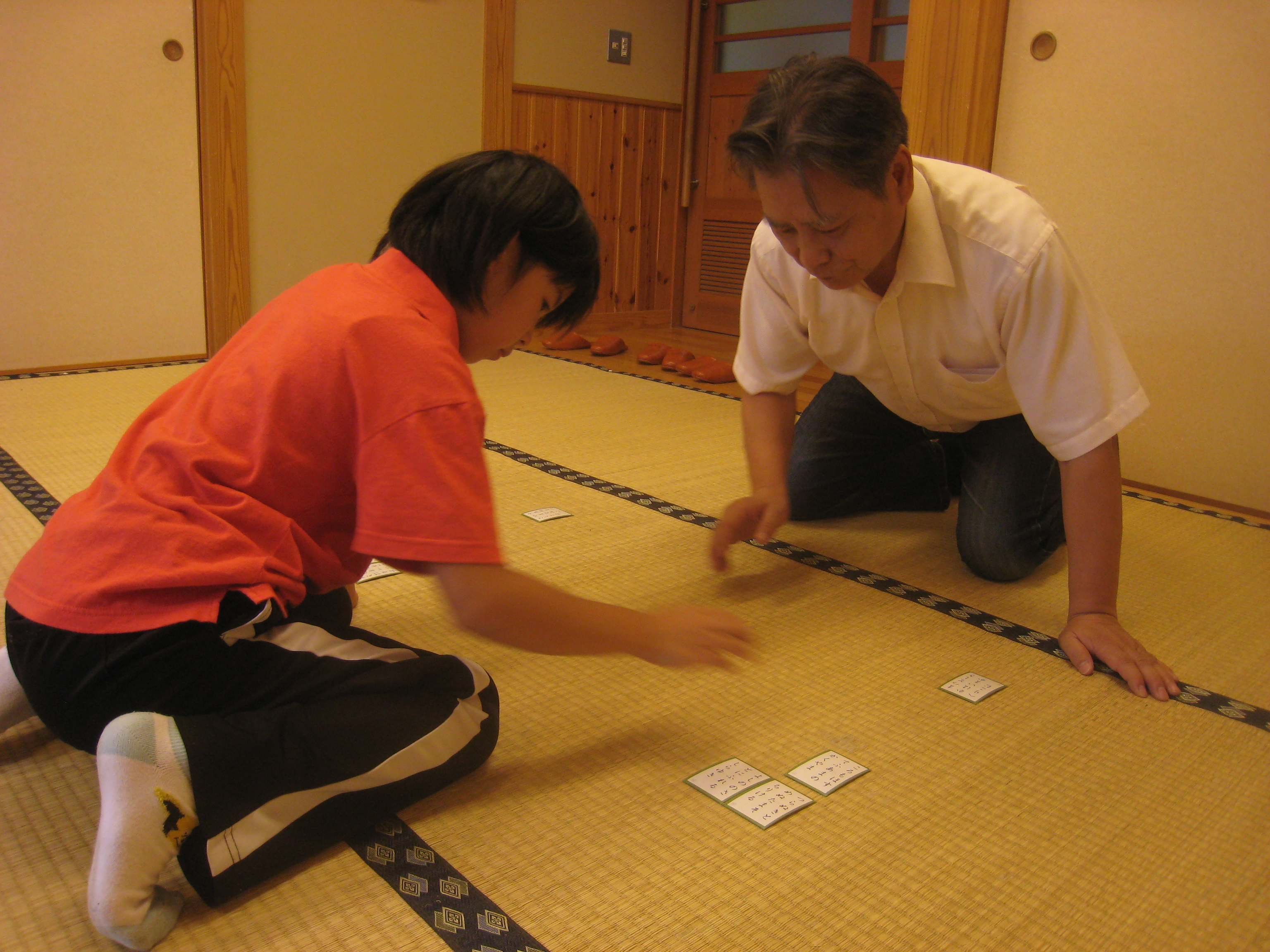
우타 가루타 연습

우타 가루타(歌ガルタ, '시가 가루타')는 100개의 와카 시가 두 세트의 100장 카드에 쓰여 있는 카드 게임이다. 한 세트는 요미후다(読札, '읽는 카드')로 《오구라 백인일수》(小倉百人一首)에서 가져온 완전한 시가 적혀 있고, 다른 한 세트는 도리후다(取り札, '잡는 카드')로 각각의 요미후다에 대응되며 해당하는 시의 마지막 몇 구절만 적혀 있다. 한 사람이 읽는 사람으로 선택된다. 읽는 사람이 요미후다를 읽으면 플레이어들은 다른 사람보다 먼저 이와 연관된 도리후다를 찾으려 경쟁한다. 이 게임은 1904년부터 전통적으로 쇼가쓰에 즐겨왔다. 경기 가루타는 다양한 수준의 대회가 있으며, 일본 전국 선수권 대회는 1955년부터 시가현 오쓰시의 오미 신궁(신토 신사)에서 매년 1월에 개최되고 있다.
요미후다만을 사용하는 몇 가지 비매칭 게임이 있다. 보즈 메쿠리(坊主めくり)는 메이지 시대에 유래한 간단한 운 게임이다. 이로 간무리(色冠, 색깔 왕관)는 고이타와 관련된 4인용 파트너십 게임이다. 두 게임 모두에서 시의 내용은 무관하며, 카드에서 중요한 것은 시인들의 복장, 성별, 사회적 지위와 같은 외양뿐이다.

#### 이타 가루타
이타가루타(板かるた)는 홋카이도에서 발견되는 변형이다. 도리후다는 나무로 만들어졌으며 요미후다는 기존과 같거나 시인의 삽화가 없다. 이들은 시의 후반부를 읽는 시모노쿠 가루타(下の句かるた)라는 경쟁적인 파트너십 게임을 하는 데 사용된다.

### 이로하 가루타
이로하 가루타(いろはかるた)는 우타 가루타와 비슷하지만 96장의 카드로 구성된, 어린이들을 위한 더 이해하기 쉬운 매칭 게임이다. 시 대신 카드들은 히라가나 음절 47개를 나타내며, 48번째로 쿄(京, '수도')를 추가한다(음절 -ん은 절대 단어나 구절의 첫 머리에 올 수 없기 때문이다). 이는 지금은 쓰이지 않는 음절인 위(ゐ)와 웨(ゑ)를 포함하는 옛 이로하 순서를 사용한다. 일반적인 도리후다는 카드의 한쪽 구석에 가나가 있는 그림을 특징으로 한다. 이에 대응되는 요미후다는 도리후다에 표시된 가나로 시작하는 그림과 연관된 속담이 특징이다. 이로하 가루타에는 가미가타, 에도, 오와리라는 3가지 표준 변형이 있다. 각 변형은 지역 방언과 문화를 바탕으로 한 고유한 속담 세트를 가지고 있다. 가미가타 또는 교토 버전이 가장 오래되었지만 에도 버전이 일본 전역에서 발견되어 가장 널리 퍼져 있다. 오와리 변형은 19세기 후반에만 존재했다가 에도 버전으로 대체되었다.

#### 오바케 가루타

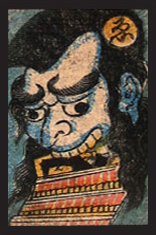
오바케 가루타, 19세기 초. 이것은 웨(ゑ)로, 지금은 쓰이지 않는 음절이다.

오바케 가루타는 도쿄에서만 볼 수 있었던 이로하 가루타의 사용되지 않는 변형이다. 이 카드들은 에도 시대에 만들어져 1910년대나 1920년대까지 인기를 유지했다. 덱의 각 카드는 히라가나 음절과 일본 신화의 생물을 특징으로 한다. 실제로 오바케 가루타는 '귀신 카드' 또는 '괴물 카드'를 의미한다. 심판이 읽는 힌트와 일치하는 카드를 모으려 할 때 일본 신화와 민간전승에 대한 지식이 필요하다. 게임이 끝날 때까지 가장 많은 카드를 모은 플레이어가 승리한다.
오바케 가루타는 괴물을 분류하고 새로운 괴물을 창조하는 일본인들의 일반적인 매료를 보여주는 초기 사례이다. 이 게임은 일본 기업들이 전설적인 생물들을 분류하고, 이름을 붙이고, 정의하고, 이후 상품화하려 한 가장 초기의 시도 중 하나이다. 따라서 1950년대 이후의 《고질라》 영화의 선구자라고 볼 수 있다. 더 직접적으로는 오바케 가루타는 환상적인 생물을 나타내는 카드를 수집하는 것과 관련된 《유희왕》이나 《포켓몬 카드 게임》과 닮았다. 실제로 많은 포켓몬이 특별히 일본 신화의 생물들을 본떠 디자인되었다.

## 같이 보기
- 오구라 백인일수
- 가루타 경기
- 《치하야후루》

## 주해와 각주

### 주해
1. ↑  일반적으로 패 상단에서 카드를 드러내는 동작을 말한다.
2. ↑  동전이 콩처럼 보여서 붙여진 이름이다.